# 三級-丁胩
三級-丁胩是一种有机化合物，示性式为 Me3CNC (Me = 甲基, CH3)。因為三級-丁胩具有官能团C≡NR，其是一种异腈，或被稱為胩。三級-丁胩与大多数胩一樣，是一种具反应性，具有极难闻的气味的无色液体。它可与过渡金属形成稳定的络合物，而能插入金属-碳键。 
三級-丁胩是通过Hofmann异腈合成制备的。在该转化中，在催化量的相转移催化剂苄基三乙基氯化铵存在下，用氯仿和氢氧化钠水溶液與叔丁胺的二氯甲烷溶液反應而成。 
{\displaystyle {\ce {Me3CNH2 + CHCl3 + 3 NaOH -> Me3CNC + 3 NaCl + 3 H2O}}}
三級-丁胩与新戊腈為同分异构体，又称異氰化三級-丁基。与所有腈的胩类似物一样，不同之处在于将 CN 官能团连接到母体烃基分子的键是在氮上而不是碳上形成的。

## 在配位化學中的角色
由于碳上的孤电子对，胩在配位化学中充当配体，尤其是与处于 0、+1 和 +2氧化态的金属时。三級-丁胩已被证明可以稳定处于非尋常氧化态的金属離子，例如 Pd(I)。 
{\displaystyle {\ce {Pd(dba)2 + PdCl2(C6H5CN)2 + 4 t-BuNC -> [(t-BuNC)2PdCl]2 + 2 dba + 2 C6H5CN}}}
三級-丁胩尽管具有大的叔丁基基团，但可以形成七配位均配物，由于M-C≡N-C键的线性，该基团远离金属中心。 
三級-丁胩形成的络合物在化学计量上类似于某些二元金属羰基络合物，例如 Fe2(CO)9和 Fe2(tBuNC)9 。 

## 安全
三級-丁胩有毒。其性質与其等电子體一氧化碳的性質相似。